# Charles Rosen (Musiker)

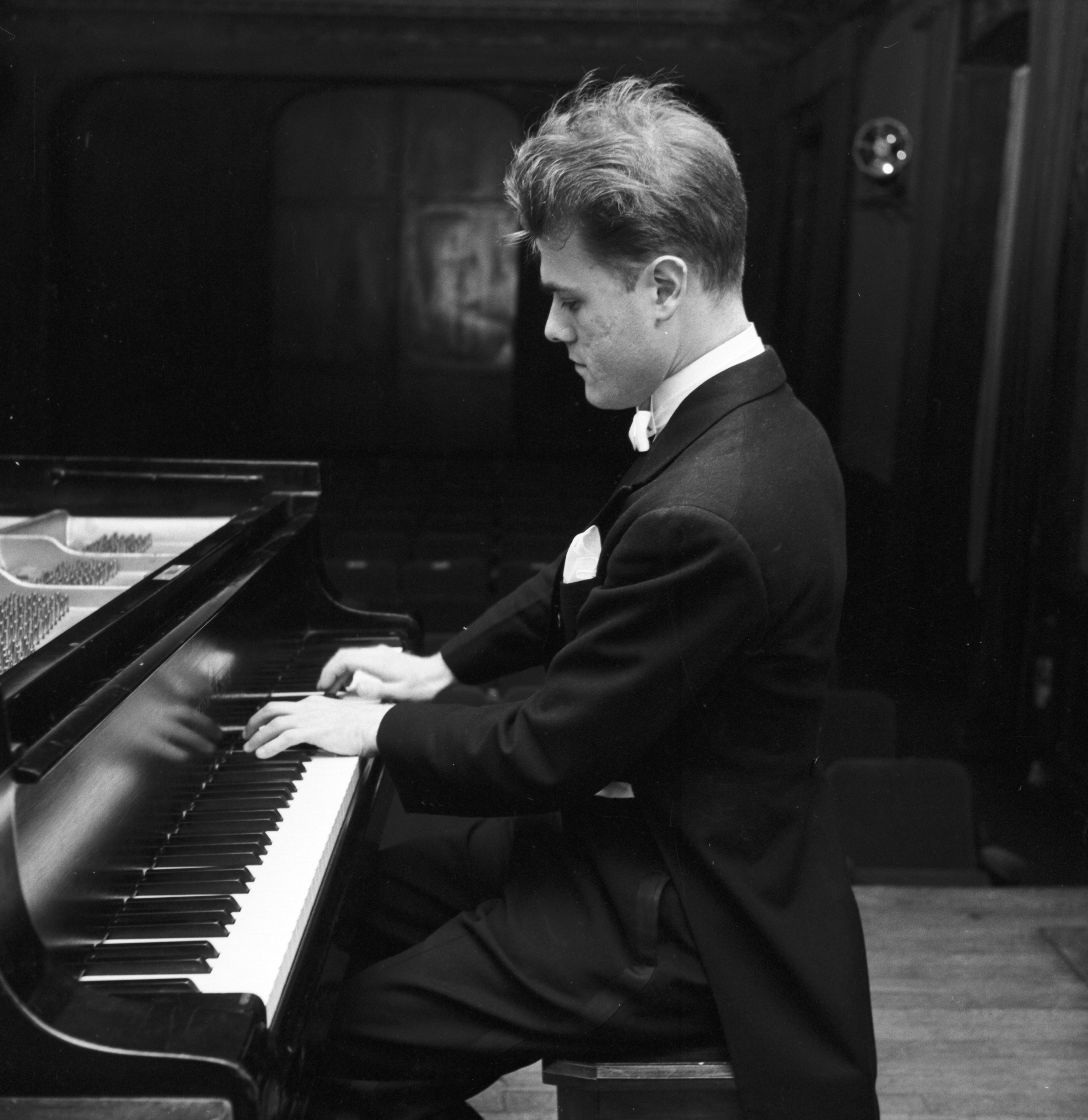
Charles Rosen

Charles Welles Rosen (* 5. Mai 1927 in New York City; † 9. Dezember 2012 ebenda) war ein US-amerikanischer Pianist und Musiktheoretiker.

## Leben
Nach einer ersten musikalischen Ausbildung an der Juilliard School wurde Rosen mit 11 Jahren Klavierschüler bei Moriz Rosenthal und Hedwig Kanner. Später nahm er Unterricht in Musiktheorie und Komposition bei Karl Weigl. Er begann an der Princeton University ein Studium im Fach Romanistik, das er 1951 mit der Promotion abschloss. Im selben Jahr folgte sein Debüt als Pianist in New York. Von 1953 bis 1955 unterrichtete er moderne Sprachen am Massachusetts Institute of Technology. Ab 1971 lehrte er als Professor für Musik an der State University of New York at Stony Brook.
Rosen machte eine zweifache Karriere. Als Klaviervirtuose trat er in vielen Solo- und Orchesterkonzerten auf der gesamten Welt auf; er hat – auf Einladung der Komponisten – eine Anzahl von Kompositionen des 20. Jahrhunderts eingespielt, darunter Werke von Igor Stravinsky, Elliott Carter und Pierre Boulez. Zu seinen bedeutendsten Einspielungen gehört außerdem die bei Sony erschienene Aufnahme der Goldberg-Variationen aus dem Jahr 1967 sowie Aufnahmen der späten Klaviersonaten Ludwig van Beethovens.
Rosen war außerdem Autor mehrerer vielbeachteter Bücher über Musik. Das berühmteste ist wohl The Classical Style (1971; 2. Ausgabe, 1997, New York: Norton; deutsch: Der klassische Stil 1983, 6. Auflage: Bärenreiter Verlag, Kassel 2012), in dem die Sprache und Entwicklung des klassischen Stils von Joseph Haydn, Wolfgang Amadeus Mozart und Ludwig van Beethoven analysiert wird. Sonata Forms (1980; 2. Ausgabe, 1988, New York: Norton) ist eine Folgearbeit zu The Classical Style, eine intensive Analyse der primären Musikform der klassischen Ära. The Romantic Generation (1995, Cambridge: Harvard University Press) deckt die Werke der frühen Generation romantischer Komponisten ab, darunter Frédéric Chopin, Franz Liszt, Robert Schumann, Hector Berlioz und Felix Mendelssohn Bartholdy.
Weitere Bücher sind:
- The Musical Languages of Elliott Carter (1984. Washington, D.C.: Music Division, Research Services, Library of Congress)
- The Frontiers of Meaning: Three Informal Lectures on Music (1994. New York: Hill and Wang)
- Arnold Schönberg (1996. Chicago: University of Chicago Press)
- Beethoven's Piano Sonatas: A Short Companion (2001, New Haven: Yale University Press)
- Critical Entertainments: Music Old and New (2001. Cambridge: Harvard University Press)
- Piano Notes: The World of the Pianist (2002: Free Press)
- Romanticism and Realism: The Mythology of Nineteenth-Century Art (mit Henri Zerner; 1985. New York: Norton)
- Romantic Poets, Critics, and Other Madmen (2000. Cambridge: Harvard University Press)

Rosen übte Lehrtätigkeiten an verschiedenen Universitäten aus: Princeton, Harvard, Oxford und Chicago. 1974 wurde er in die American Academy of Arts and Sciences gewählt. Seit 2002 war er korrespondierendes Mitglied der British Academy.